# كلوستريديوم حال للبروتين
كلوستريديوم بروتيوليتيكام أو كلوستريديوم حال للبروتين أو كلوستريديوم محلل للبروتين  هو نوع من البكتيريا من فصيلة كلوستريدياسيا.